# Ruta Estatal de California 139
La Ruta Estatal de California 139, y abreviada SR 139 (en inglés: California State Route 139) es una carretera estatal estadounidense ubicada en el estado de California. La carretera inicia en el Sur desde la SR 36     en Susanville hacia el Norte en la OR 39     en Merrill. La carretera tiene una longitud de 196,1 km (121.836 mi).

## Mantenimiento
Al igual que las autopistas interestatales, y las rutas federales y el resto de carreteras estatales, la Ruta Estatal de California 139 es administrada y mantenida por el Departamento de Transporte de California por sus siglas en inglés Caltrans.

## Cruces
La Ruta Estatal de California 139 es atravesada principalmente por la  SR 299     en Adin y Canby.
| Condado | Localidad  | Miliario                | Destinos                                                               | Notas                                                       |
| --- | ---------- | ----------------------- | ---------------------------------------------------------------------- | ----------------------------------------------------------- |
| Lassen LAS 0.00-66.64 | Susanville | 0.00                    | SR 36 (Main Street) – Reno, Red Bluff                                  |                                                             |
| Lassen LAS 0.00-66.64 |            | CR A1 (Eagle Lake Road) |                                                                        |                                                             |
| Lassen LAS 0.00-66.64 |            | 43.27                   | Termo-Grasshopper Road – Termo                                         |                                                             |
| Lassen LAS 0.00-66.64 |            | 61.46                   | CR A2 (Susanville Road) – Bieber, Mount Shasta                         |                                                             |
| Modoc MOD 0.00-50.68 | Adin       | 0.23 0.33               | SR 299 west – Redding                                                  | Extremo Sur de la SR 299 overlap                            |
| Modoc MOD 0.00-50.68 | Canby      | 21.75 0.23              | SR 299 east – Alturas                                                  | Extremo Norte de la SR 299                                  |
| Modoc MOD 0.00-50.68 |            | 17.35                   | Lookout-Hackamore Road – Lookout, Bieber                               |                                                             |
| Modoc MOD 0.00-50.68 |            | 40.45                   | condado Road 114                                                       |                                                             |
| Siskiyou SIS 0.00-5.04 | Tulelake   | 1.04                    | East West Road, E Street (Volcanic Legacy Scenic Byway), Osborne Road  |                                                             |
| Siskiyou SIS 0.00-5.04 |            | 5.04                    | SR 161 (State Line Road, Volcanic Legacy Scenic Byway) – Dorris, Malin |                                                             |
| Siskiyou SIS 0.00-5.04 |            | 5.04                    | Frontera con Oregón                                                    | Frontera con Oregón                                         |
| Siskiyou SIS 0.00-5.04 |            | 5.04                    | OR 39 – Klamath Falls                                                  | Continuación más allá de la SR 161 y la frontera con Oregón |
| 1.000 mi = 1.609 km; 1.000 km = 0.621 mi Cerrada/Antigua • Terminal concurrente • Acceso incompleto • Propuesta/Sin abrir |            |                         |                                                                        |                                                             |

1. 1 2  Indica que el miliario representa la distancia a lo largo de la SR 299 y no la de la SR 139.